# Soldaatje
Soldaatje (Orchis militaris) is soort uit de orchideeënfamilie (Orchidaceae).

## Determinatie
De plant wordt 25–45 cm hoog en bloei van mei tot juni met geurende bloemen. Aan de voet zitten drie tot zes glimmend groene, 8–14 cm lange, ovaalronde tot lancetvormige bladeren en aan de stengel zitten één of twee kleine stengelomvattende blaadjes. Van soldaatje komt in Duitsland ook de witbloeiende variëteit Orchis militaris var. albiflora voor.

## Ecologie

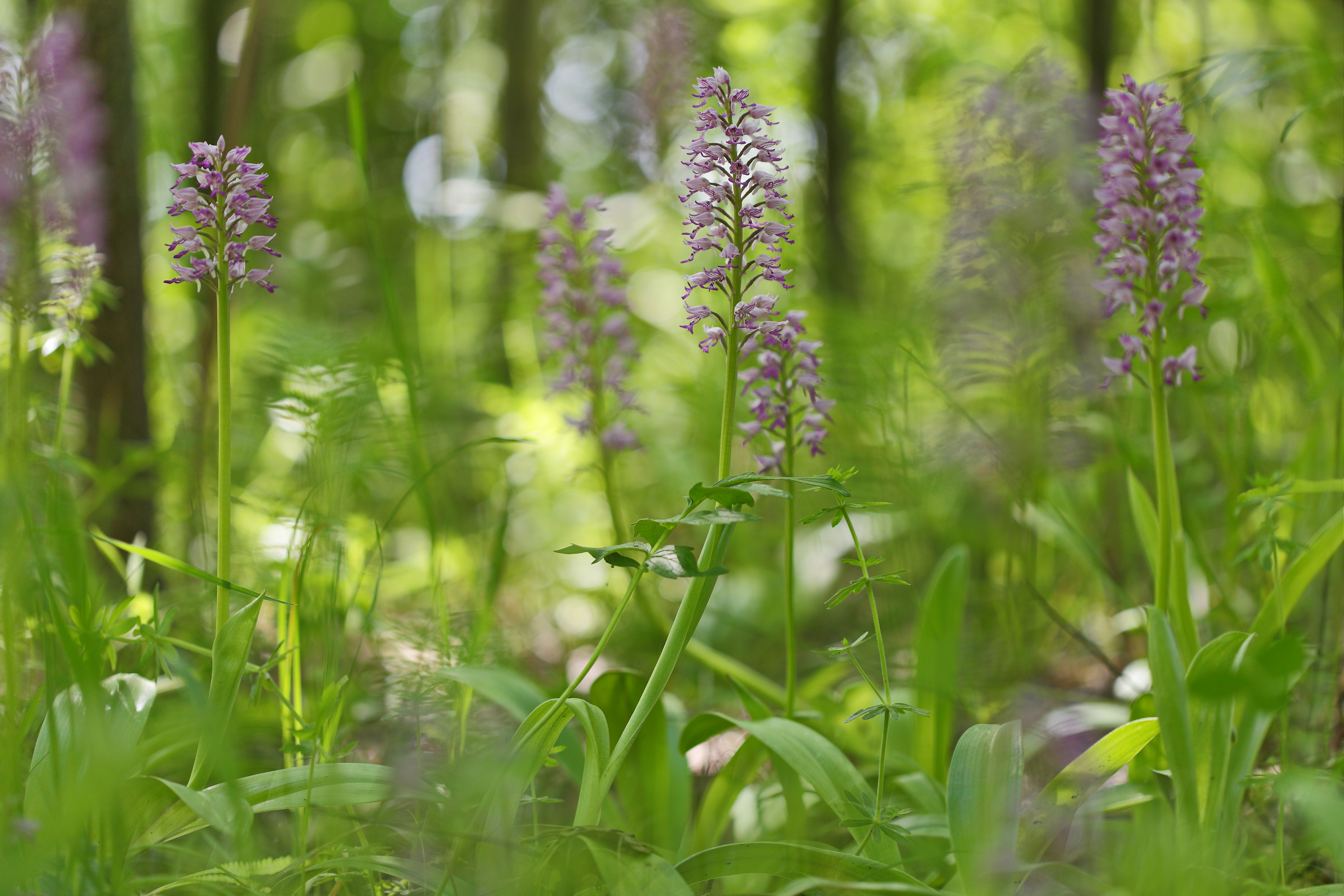
Bloeiende exemplaren in de kruidlaag van een loofbos.

Soldaatje groeit op vochtige, kalkrijke gronden in loofbossen, loofstruwelen, in duingebieden en ook in meso-oligotrofe tot oligotrofe graslanden.

## Verspreiding en trend
Het verspreidingsgebied van soldaatje strekt zich uit over grote delen van Europa en Azië. 
In België komt de soort in de Famenne, Lotharingen de Sint-Pietersberg en de Voerstreek voor, maar blijft relatief zeldzaam, toch nemen de bestanden langzaam toe. In Nederland komt ze nog voor in Zuid-Limburg en in duingebieden op de Zeeuwse eilanden. Soldaatje is uit Zeeuws-Vlaanderen verdwenen. De soort staat op de Nederlandse Rode lijst van planten als zeer zeldzaam en sterk in aantal afgenomen. Vanaf 1 januari 2017 is de plant niet meer wettelijk beschermd in Nederland. In Duitsland komt soldaatje massaal voor in het wijnbouwgebied Hammelburg.

## Fotogalerij

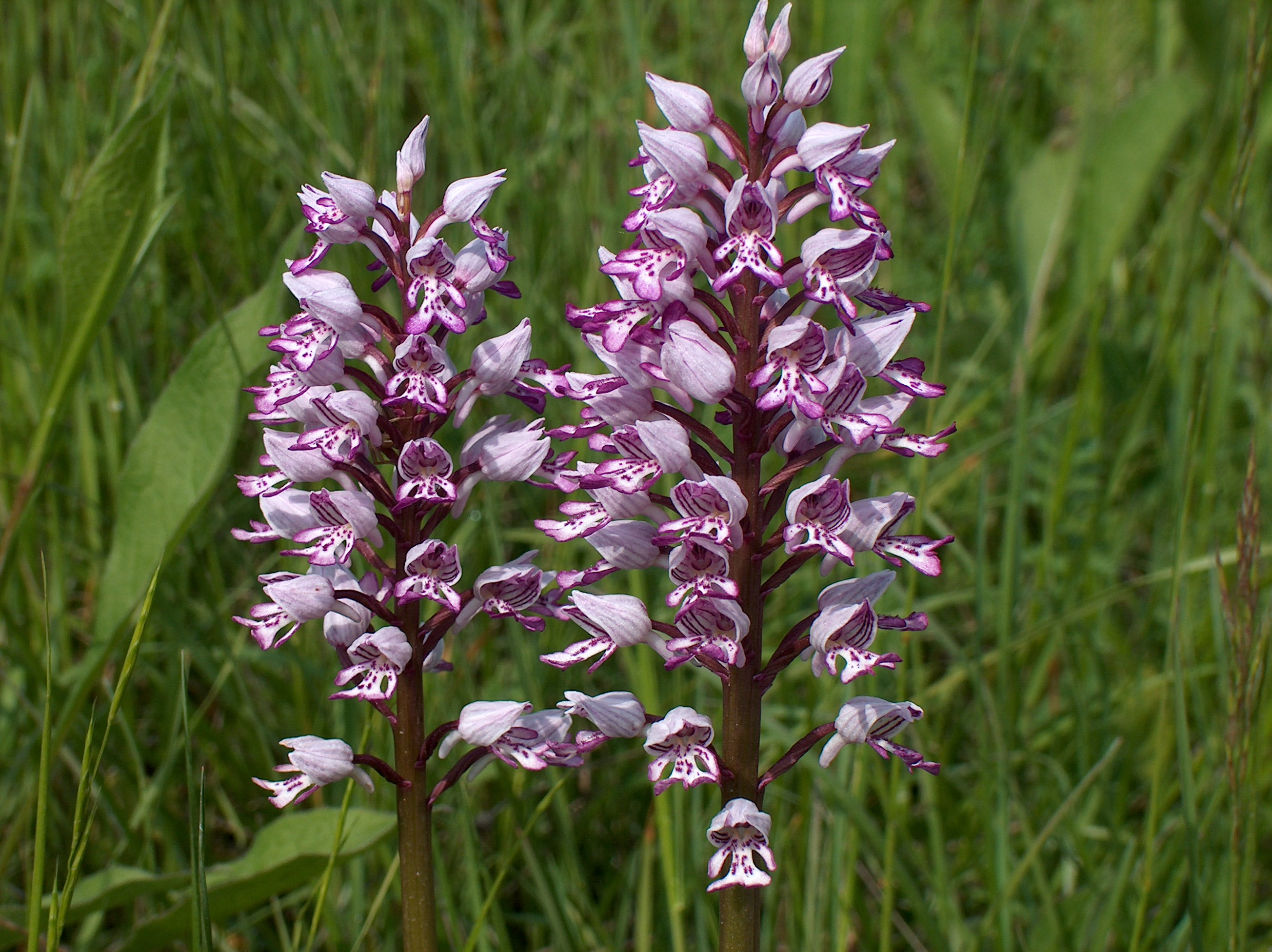
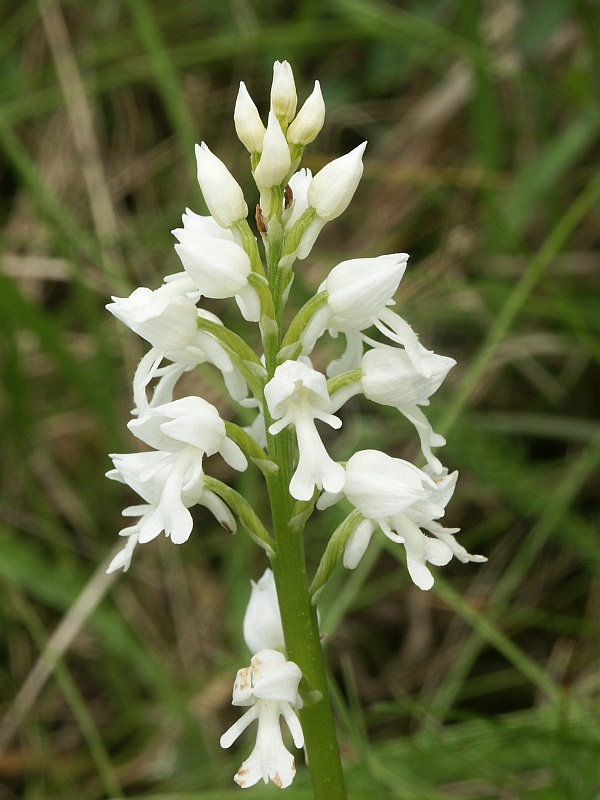
witbloeiend soldaatje
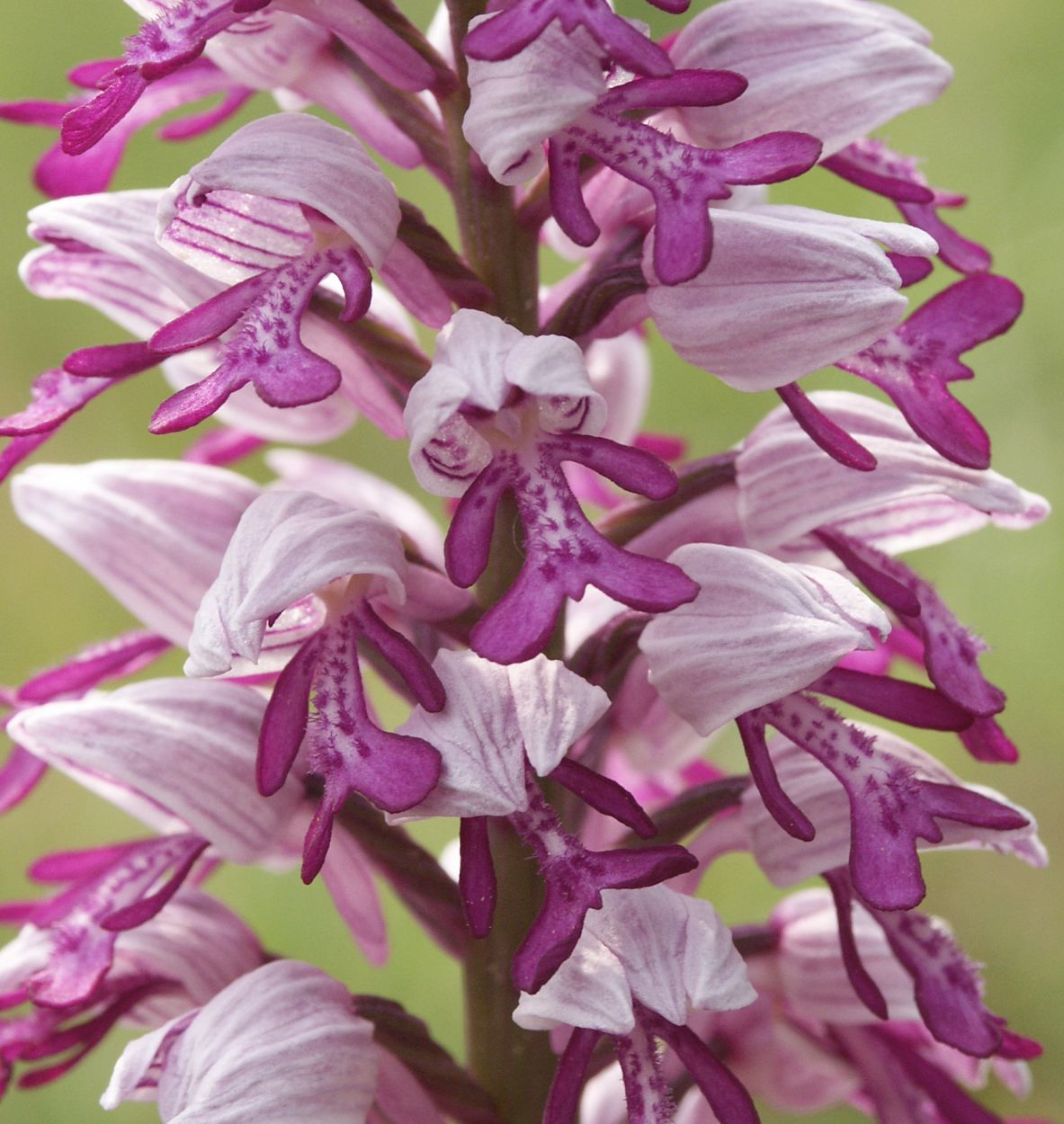
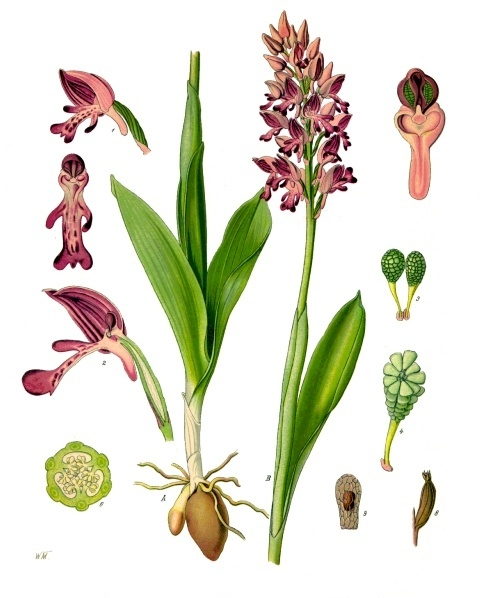